# 全北現代モータース
全北現代モータース（チョンブク・ヒョンデ・モータース、韓国語: 전북 현대 모터스、英語: Jeonbuk Hyundai Motors）は、韓国・全北特別自治道を縁故地（ホームタウン）とするプロサッカークラブである。Kリーグ1に加盟している。
現代自動車がオーナー企業であり、同社の完全子会社である全北現代モータースFC株式会社が運営法人となっている。

## 概要
1993年、完山プーマ（완산 푸마、ワンサン・プーマ）として創立した。韓国初の市民クラブで、ホームタウンは韓国の南西部、全羅北道の全州市である。
国際タイトルでは2006年と2016年のAFCチャンピオンズリーグを2回、国内タイトルではKリーグ1を9回、韓国FAカップを5回、韓国スーパーカップ（2006年大会を最後に廃止された）で1回の優勝を果たしている。

## 歴史

### 1993年（クラブ創設）
1993年
完山プーマ（완산 푸마、ワンサン・プーマ）創立。韓国初の市民クラブ。

### 1994年（全北バッファロー、全北ダイノスに改称）
1994年
全北バッファロー（전북 버팔로、チョンブク・バッファロー）に改称。
1994年
12月、財政悪化のためクラブ解体の危機に陥るが、現地に商用車生産拠点を置く現代自動車の出資により全北ダイノス（전북 다이노스、チョンブク・ダイノス）として生まれ変わる。

### 1997年（全北現代ダイノスに改称）
1997年
全北現代ダイノス（전북 현대 다이노스、チョンブク・ヒョンデ・ダイノス）に改称。

### 2000年（全北現代モータースに改称）
2000年
5月、全北現代モータース（전북 현대 모터스、チョンブク・ヒョンデ・モータース）に改称。
当時、クラブ自体はリーグ戦だと上位進出が少なく、韓国FAカップ、アジアカップウィナーズカップ、さらにはAFCチャンピオンズリーグといったカップ戦に強いことで知られるチームであった。

### 2006年（AFCチャンピオンズリーグ初優勝）
2006年
2006年のACLでは、グループステージでガンバ大阪、準決勝で蔚山現代FCを下し、初の決勝進出を果たす。そして決勝戦では、シリアのアル・カラマを第1戦･第2戦通じて3-2で下し、初のアジアの王者に輝いた。同年12月、アジア代表としてFIFAクラブワールドカップ2006に出場するも、出場6チーム中5位に終わった。
2007年
翌2007年のACLにも、前回優勝チームとして決勝トーナメントから出場したものの準々決勝で浦和レッズに敗れた。特に全北のホームで行われた第2戦では、全北の選手が執拗なラフプレーを行い、試合後にレッドカードを提示された全北の主将キム・ジェヨンが主審に対し中指を突き立てるなどの行為が問題となった。

### 2009年（リーグ戦初優勝）
2009年
クラブ創設15年目にしてリーグ戦1位でチャンピオン決定戦に進出し、城南一和天馬に勝利しリーグ戦初優勝を達成した。

### 2011年
2011年
AFCチャンピオンズリーグ2011のグループリーグでセレッソ大阪、山東魯能泰山足球倶楽部、アレマ・インドネシアFCのグループGを5勝1敗の首位通過で決勝トーナメントに進出した。
ACL2011のラウンド16で天津泰達足球倶楽部と対戦した。ホームでの一発勝負を3-0で勝利して準々決勝に進出した。準々決勝でC大阪と対戦した。アウェイの第1戦を3-4で敗れたが、ホームの第2戦で6-1と勝利し合計スコア9-5で準決勝に進出した。準決勝ではアル・イテハドと対戦、アウェイの第1戦を2-3で勝利するとホームの第2戦でも2-1で勝利し合計スコア5-3で決勝に進出した。決勝ではアル・サッドと対戦、ホームでの一発勝負を2-2(PK2-4)で敗れ準優勝に終えた。2006年以来の優勝はならなかった。
リーグ戦ではチャンピオン決定戦で蔚山現代ホランイに勝利し、2年ぶり2度目のリーグ戦優勝を飾った。

#### 「大地震お祝い」横断幕事件
2011年9月27日、AFCチャンピオンズリーグ2011準々決勝第2戦、全州ワールドカップ競技場でのセレッソ大阪戦で一部の全北サポーターが、「日本の大地震をお祝います（原文ママ）」と同年3月11日に日本で発生した東日本大震災を用いて日本を誹謗中傷する横断幕を観客席で掲げたため、セレッソ大阪のスタッフが運営側に指摘し前半途中に幕も撤去された。
当時C大阪社長の藤田信良は、「国のことを言われれば、我々としては抗議しなくてはいけない」として試合後、アジアサッカー連盟に抗議文を提出した。これに対して全北側は謝罪を行い、「今回の一件で失意にくれる日本の国民とサッカーファンに深々とお詫びの言葉を述べさせていただくとともに、今後はこのようなことが再発しないように努力していきます」といった謝罪文を公式ウェブサイトに掲載し、横断幕を掲げたサポーターには、10年間のホームスタジアム入場禁止の処分が下された。
これに対して韓国メディアは、「気分の良い勝利だったが、グラウンドの外で問題が発生した」と報じ、韓国のインターネット上の一部に「日本のサポーターも旭日旗を持ち込んだりする」と、本件を擁護する意見があることも報じた（ただしAFCアジアカップ2011における猿真似パフォーマンス騒動の発端とされた旭日旗は、当日の試合会場には存在しなかったことが確認済み）。一部の韓国メディアは、日本のマスメディアが横断幕を掲げた人物にモザイクをかけずに横断幕の写真を掲載したことに対して、「物議を醸す出来事を報じる際には観衆の顔をそのまま露出させてはいけない」「特定人物の人格を毀損することになる」と非難した。一方、中央日報は「全州で見られた言葉は、国籍に関係なく、人間として考えられないほど低劣だった」と、横断幕を掲げた人物を厳しく非難した。

### 2014年 - 現在（クラブ初のリーグ連覇）
2014年
8回目の出場となったAFCチャンピオンズリーグ2014のグループリーグでは、広州恒大足球倶楽部、メルボルン・ビクトリーFC、横浜F・マリノス のグループGを2勝2分2敗で2位通過して決勝トーナメントに進出した。ACL2014のラウンド16で同国の浦項スティーラースと対戦した。ホームの第1戦を1-2で敗れるとアウェイの第2戦でも0-1で敗れ合計スコア1-3で敗退した。
Kリーグクラシックでは3回目のリーグ制覇を果たした。
2015年
9回目の出場となったAFCチャンピオンズリーグ2015ではベスト8となった。
Kリーグクラシックでは第5節に首位に立つと、その後一度も譲ることなく連覇を達成した。
2016年
八百長事件
2013年に全北現代のスカウトが審判2人に500万ウォン（約46万円）を渡し、チームに有利な判定をするように要求したことが発覚。このスカウトは懲役6ヶ月、執行猶予2年の有罪判決を受けた。チームに対しては9月30日、韓国プロサッカー連盟から勝ち点9剥奪と罰金1億ウォン（約920万円）の処分が下った。勝点が剥奪されてもリーグ首位を維持していたが、11月6日、2016年リーグ最終節で同じ勝ち点に並ばれ優勝を争っていたFCソウルとの直接対決に敗れ、2位でシーズンを終えリーグ3連覇はならなかった。AFCチャンピオンズリーグ2017の出場権を獲得したが、2017年1月に審判買収事件で剥奪された。
2度目のAFCチャンピオンズリーグ優勝
審判不正買収の発覚による勝点剥奪でKリーグクラシック3連覇には失敗したが、11月26日、AFCチャンピオンズリーグ2016 決勝でアル・アインFCを下し、2006年以来10年ぶりとなる2度目のAFCチャンピオンズリーグ優勝を決めた。
2006年以来なる2回目の出場となったFIFAクラブワールドカップ2016にAFC代表として出場し、準々決勝で北中米カリブ王者・クラブ・アメリカ（メキシコ）に1-2で敗れ、5位決定戦ではアフリカ王者・マメロディ・サンダウンズFC（南アフリカ）を4-1で下して5位に終わった。
2017年
1月18日、アジアサッカー連盟は審判買収事件でAFCチャンピオンズリーグ2017の出場権を剥奪する決定を下したと発表した。全北現代はこの判定を不服としてスポーツ仲裁裁判所へと訴えを起こしたが、スポーツ仲裁裁判所はこの訴えを受理しないことを決め、全北現代の出場停止は妥当であると認めた。「処分保留狙い」は失敗になった。
Kリーグクラシックでは2シーズンぶり5回目のリーグ優勝を達成した。
2018年
AFCチャンピオンズリーグ2018ではグループリーグで柏レイソル、傑志体育会、天津権健足球倶楽部と戦い、5勝1敗で1位通過を決めた。続くラウンド16ではブリーラム・ユナイテッドFCに勝利したが、準々決勝で同じ韓国の水原三星ブルーウィングスにPKで敗れベスト8となった。
Kリーグクラシックでは第6節以降一度も首位を譲らず2連覇、6回目の優勝を遂げた。
このシーズンを最後に崔康熙が監督を辞任した。
2019年
このシーズンから新監督にジョゼ・モライスが就任した。
Kリーグクラシックでは蔚山現代FCと激しい優勝争いを繰り広げ、最終的に得失点差で蔚山現代FCを上回りリーグ制覇。優勝回数を7回とし、城南FCと並びKリーグの最多優勝クラブとなった。
AFCチャンピオンズリーグ2019ではグループリーグで浦和レッドダイヤモンズ、北京中赫国安足球倶楽部、ブリーラム・ユナイテッドFCと戦い、4勝1分1敗でグループリーグ1位通過を決めた。続くラウンド16では上海海港にPKで敗れ、2大会連続となるPK戦での敗北となった。
2020年
Kリーグクラシックではこのシーズンも蔚山現代FCとの優勝争いとなったが、第26節で蔚山現代との直接対決に勝ったことで蔚山現代を振り切り、Kリーグ史上初となる4連覇を達成。8回目のリーグ優勝を遂げ、Kリーグにおける単独最多優勝クラブとなった。
韓国FAカップにおいても決勝で蔚山現代FCを下し優勝、クラブ史上初となるKリーグ、FAカップの2冠を手にした。
AFCチャンピオンズリーグ2020ではグループリーグで横浜F・マリノス、上海海港、シドニーFCと対戦するも、横浜FMに2敗するなど苦しみ2勝1分3敗の3位で敗退した。
2022年
リザーブチームの全北現代モータースBが創設され、セミプロリーグであるK4リーグ参戦を開始した。また、朴智星がテクニカルディレクターに就任した。
2023年
ロベルト・ディ・マッテオがテクニカルアドバイザーに就任。
2024年
序盤から最下位に沈んで7代目監督ダン・ペトレスクが双方合意の下に契約解除するなど年間を通して終始苦しみ、ファイナルA入りを逃すどころか10位でリーグ戦を終えて入れ替え戦の末に辛くもKリーグ1残留を決めたシーズンとなった。一方でトップチームとは対照的にBチームはK4リーグで優勝し、翌年のK3リーグ昇格を果たしている。
2025年
2024年12月24日にグスタボ・ポジェを9代目監督に迎えて再起を図ることとなった。また、リザーブチームが全北現代モータースNに改称した。

## タイトル

### 国内タイトル
- Kリーグ1：9回 
  - 2009, 2011, 2014, 2015, 2017, 2018, 2019, 2020, 2021
- 韓国FAカップ：5回 
  - 2000, 2003, 2005, 2020, 2022
- 韓国スーパーカップ：1回
  - 2004

### 国際タイトル
- AFCチャンピオンズリーグ：2回 
  - 2006, 2016

## 過去の成績
| シーズン | ディビジョン | ディビジョン | ディビジョン | ディビジョン | ディビジョン | ディビジョン | ディビジョン | ディビジョン | ディビジョン      | 韓国FAカップ | チャンピオンシップ |
| シーズン | リーグ       | 試           | 勝           | 分           | 敗           | 得           | 失           | 点           | 順位              | 韓国FAカップ | チャンピオンシップ |
| -------- | ------------ | ------------ | ------------ | ------------ | ------------ | ------------ | ------------ | ------------ | ----------------- | ------------ | ------------------ |
| 1995     | Kリーグ      |              |              |              |              |              |              |              | 前期7位 後期4位   | -            | 資格なし           |
| 1996     | Kリーグ      |              |              |              |              |              |              |              | 前期5位 後期7位   | 準々決勝敗退 | 資格なし           |
| 1997     | Kリーグ      |              |              |              |              |              |              |              | 6位               | ベスト16     | 大会なし           |
| 1998     | Kリーグ      |              |              |              |              |              |              |              | 6位               | ベスト16     | 資格なし           |
| 1999     | Kリーグ      |              |              |              |              |              |              |              | 7位               | 準優勝       | 資格なし           |
| 2000     | Kリーグ      | 27           | 11           | 4            | 12           | 34           | 40           | 37           | 4位               | 優勝         | 4位                |
| 2001     | Kリーグ      | 27           | 5            | 10           | 12           | 23           | 33           | 25           | 9位               | 準決勝敗退   | 大会なし           |
| 2002     | Kリーグ      | 27           | 8            | 11           | 8            | 37           | 36           | 35           | 7位               | 準々決勝敗退 | 大会なし           |
| 2003     | Kリーグ      | 44           | 18           | 15           | 11           | 72           | 58           | 69           | 5位               | 優勝         | 大会なし           |
| 2004     | Kリーグ      | 24           | 8            | 8            | 8            | 23           | 18           | 32           | 前期2位 後期12位  | 準々決勝敗退 | 資格なし           |
| 2005     | Kリーグ      | 24           | 4            | 6            | 14           | 24           | 41           | 18           | 前期11位 後期12位 | 優勝         | 資格なし           |
| 2006     | Kリーグ      | 26           | 5            | 11           | 10           | 24           | 34           | 26           | 前期7位 後期13位  | ベスト16     | 資格なし           |
| 2007     | Kリーグ      | 26           | 9            | 9            | 8            | 36           | 32           | 36           | 8位               | ベスト16     | 資格なし           |
| 2008     | Kリーグ      | 26           | 11           | 4            | 11           | 39           | 37           | 37           | 6位               | 準々決勝敗退 | 2回戦敗退          |
| 2009     | Kリーグ      | 28           | 17           | 6            | 5            | 59           | 33           | 57           | 1位               | 準決勝敗退   | 優勝               |
| 2010     | Kリーグ      | 28           | 15           | 6            | 7            | 54           | 36           | 51           | 3位               | 準々決勝敗退 | 3位                |
| 2011     | Kリーグ      | 30           | 18           | 9            | 3            | 67           | 32           | 63           | 1位               | ベスト16     | 優勝               |
| 2012     | Kリーグ      | 44           | 22           | 13           | 9            | 82           | 49           | 79           | 2位               | 準々決勝敗退 | 大会なし           |
| 2013     | Kクラシック  | 38           | 18           | 9            | 11           | 61           | 49           | 63           | 3位               | 準優勝       | 大会なし           |
| 2014     | Kクラシック  | 38           | 24           | 9            | 5            | 60           | 22           | 81           | 1位               | 準決勝敗退   | 大会なし           |
| 2015     | Kクラシック  | 38           | 22           | 7            | 9            | 57           | 39           | 73           | 1位               | ベスト16     | 大会なし           |
| 2016     | Kクラシック  | 38           | 20           | 16           | 2            | 71           | 40           | 67           | 2位               | 準々決勝敗退 | 大会なし           |
| 2017     | Kクラシック  | 38           | 22           | 9            | 7            | 73           | 35           | 75           | 1位               | ベスト32     | 大会なし           |
| 2018     | Kリーグ1     | 38           | 26           | 8            | 4            | 75           | 31           | 86           | 1位               | ベスト16     | 大会なし           |
| 2019     | Kリーグ1     | 38           | 22           | 13           | 3            | 72           | 32           | 79           | 1位               | ベスト32     | 大会なし           |
| 2020     | Kリーグ1     | 27           | 19           | 3            | 5            | 46           | 21           | 60           | 1位               | 優勝         | 大会なし           |
| 2021     | Kリーグ1     |              |              |              |              |              |              |              |                   | ベスト16     | 大会なし           |

## スタジアム・練習場

### ホームスタジアム
トップチームは全州市の全州ワールドカップ競技場を本拠地として使用している。2022年に創設されたリザーブチームの全北現代モータースNについては当初は全州ワールドカップ競技場補助競技場を使用していたものの、2023年シーズンから完州郡参礼邑の完州公設運動場を本拠地としている。

### クラブハウス
クラブハウスは完州郡鳳東邑に建設され、2013年10月4日に開所式が行われた。また、2026年までに同地にアカデミーのクラブハウスも整備する計画である。

## アカデミーおよびリザーブチーム
アカデミーはU-18、U-15、U-12、U-10、U-8で構成されている。
U-18チームについては全州永生高等学校と協約を締結し、同校のサッカー部として2009年3月25日に創立された。主な出身者には権敬源、李周勇、金玄、曺侑珉らがいる。
U-15チームについては東国大学校師範大学附属金山中学校と協約を締結し、同校のサッカー部として2013年3月29日に創立された。主な出身者には金峻弘、趙榮光、趙珍浩らがいる。
また、主に23歳以下の選手が所属するリザーブチームとして、2022年シーズンに全北現代モータースBを創設してK4リーグに参入した。2024年シーズンにK4リーグ優勝を果たし、K3リーグに昇格した2025年シーズンからチーム名を全北現代モータースNに改称した。